# قطعنامه ۱۳۸۳ شورای امنیت
قطعنامه ۱۳۸۳ شورای امنیت سازمان ملل متحد که در تاریخ ۰۶ دسامبر ۲۰۰۱ تصویب شد، سندی بین‌المللی دربارهٔ اوضاع در افغانستان است. این قطعنامه طی نشست ۴۴۳۴ام با ۱۵ رای موافق، ۰ مخالف و ۰ ممتنع تصویب شد.